# Tomasz Krygiel

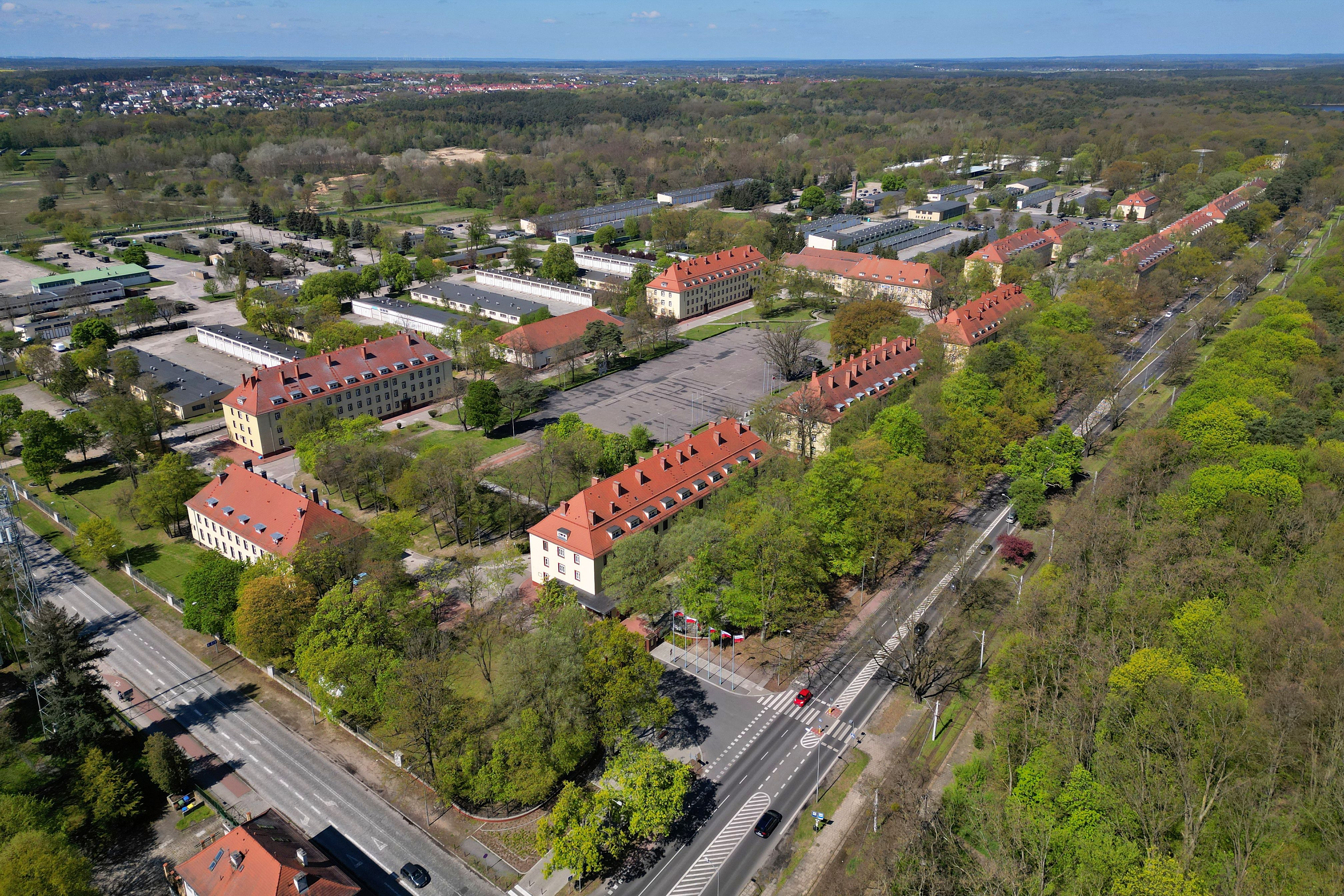
W tych koszarach 12 BZ w Szczecinie pełnił służbę od 1997 do 2004 w ksap

Tomasz Krygiel (ur. 5 marca 1977 w Łęczycy zm. 8 czerwca 2004 w As-Suwajra w Iraku) – polski wojskowy, starszy kapral nadterminowy Wojska Polskiego, poległ podczas wykonywania zadania bojowego w czasie II zmiany Polskiego Kontyngentu Wojskowego w Iraku, pośmiertnie awansowany na stopień plutonowego nadterminowego.

## Życiorys
Tomasz Krygiel urodził się 5 marca 1977 r. w Łęczycy. Pochodził z Zieleniewa pod Krośniewicami, w powiecie kutnowskim. Miał dwóch braci Roberta i Marcina. Jego dziadek Tomasz Roman Krygiel w 1939 r. brał udział w kampanii wrześniowej, walczył pod Łęczycą.

### Przebieg służby wojskowej
Tomasz Krygiel do wojska został wcielony w 1997 r. pełniąc służbę w 12 Brygadzie Zmechanizowanej w Szczecinie. W 1998 r. po złożeniu wniosku o przyjęcie do służby nadterminowej został powołany do służby jako żołnierz nadterminowy. Następnie został dowódcą drużyny w kompanii saperów w tej jednostce. W latach 1998–1999 pełnił służbę w X zmianie podczas misji PKW w Libanie. 29 stycznia 2004 r. rozpoczął służbę będąc w stopniu st. kpr. ndt. podczas II zmiany w PKW Irak, gdzie był dowódcą drużyny oraz pełnił służbę w patrolach rozminowywania plutonu saperów.

### Patrol rozminowywania, śmierć
8 czerwca 2004 r. około godz. 9.00 czasu irackiego doszło do tragicznego wypadku. Zdarzenie nastąpiło w pobliżu miejscowości As-Suwajra, na południe od Bagdadu, położonej w strefie brygady ukraińskiej, podczas prac likwidacyjnych w składzie amunicyjnym. W wyniku ostrzału składu z moździerzy przez irackich bojówkarzy eksplodował samochód załadowany materiałami wybuchowymi, przeznaczonymi do zniszczenia. Były tam m.in. bomby lotnicze i amunicja różnego kalibru. Ostrzał składu amunicyjnego spowodował śmierć st. kpr. ndt. Tomasza Krygiela, st. szer. Andrzeja Zielke oraz trzech Słowaków i jednego Łotysza. Trzeci polski żołnierz został ciężko poparzony.

### Pochówek, upamiętnienie
15 czerwca 2004 r. odbyły się uroczystości pogrzebowe w parafii św. Floriana w Nowem, kilka kilometrów od jego rodzinnej miejscowości. Msza święta odbyła się w zabytkowym drewnianym kościele z XVIII wieku. 27-letni saper, plutonowy ndt. Tomasz Krygiel spoczął na cmentarzu w miejscowości Nowe, którego w imieniu władz państwowych i wojskowych pożegnał minister ON Jerzy Szmajdziński, szef Sztabu Generalnego WP gen. Czesław Piątas, zastępca szefa BBN gen. dyw. Tadeusz Bałachowicz, przedstawiciele Dowództwa Wojsk Lądowych oraz przełożeni z 12 Brygady Zmechanizowanej. Postanowieniem Prezydenta RP Aleksandra Kwaśniewskiego został pośmiertnie odznaczony „Krzyżem Zasługi Za Dzielność”, a na podstawie decyzji MON został awansowany pośmiertnie do stopnia plutonowego. Na cmentarzu zgodnie z Ceremoniałem wojskowym nastąpiło złożenie i wręczenie rodzinie flagi państwowej, po czym nastąpiło składanie wieńców przez delegacje, a następnie pododdział z 12 BZ oddał salwę honorową. Śp. plutonowy  nadterminowy Tomasz Krygiel był kawalerem, pozostawił rodziców i dwóch braci.
23 września 2013 r. w koszarach 12 Brygady Zmechanizowanej w Alei Poległych przed pomnikiem patrona brygady generała Józefa Hallera odsłonięto dwie Tablice upamiętniające śmierć st. chor. Łukasza Sroczyńskiego, ś.p. sierż. Pawła Ordyńskiego oraz uczczono pamięć wszystkich żołnierzy z 12 BZ, których Tablice są w Alei Poległych, w tym plut. ndt. Tomasza Krygiela. 1 września 2015 r. w Szczecinie podczas 36 PKO Półmaratonu Szczecin 220 uczestników uczciło jego pamięć oraz wszystkich żołnierzy z 12 BZ, którzy od 1996 r. stracili życie wykonując zadania w kraju i na misjach. 8 maja 2018 r. sierż. Sebastian Grodzicki z 21 Bazy Lotnictwa Taktycznego oraz kpr. Maciej Kot z 1 pułku saperów rozpoczęli w Szczecinie Rajd Pamięci 22 żołnierzy poległych w Iraku, aby uczcić pamięć kolegów poległych na misjach w Iraku i Afganistanie, przejechali na rowerach ponad 2555 kilometrów, w tym trzynastego dnia rajdu uczcili pamięć plut. ndt. Tomasza Krygiela.

## Awanse
- starszy kapral – ?
- plutonowy – 2004 (pośmiertnie)[4][5]

## Ordery, odznaczenia i wyróżnienia
- Krzyż Zasługi za Dzielność – 2004 (pośmiertnie)[4]
- uhonorowany pośmiertnym wpisem do „Księgi Honorowej Ministra Obrony Narodowej” – 2004 (pośmiertnie)[14]
- uhonorowany białą bronią przez MON – 2004 (pośmiertnie)[15]

i inne